# Pénzügyi Szemle
A Pénzügyi Szemle egy magyar közpénzügyi szakfolyóirat.   Kiadja a Magyar Közlöny Lap- és Könyvkiadó. Csak a szerkesztő-bizottság tudományos minősítéssel rendelkező tagjai által lektorált cikkeket közöl.
HU ISSN 0031-496-X.

## Története
1954 májusában a Pénzügyminisztérium alapította. 2005. júliustól az Állami Számvevőszék gondozásában jelenik meg, negyedévenként. A lapot 2023 áprilisától a Budapesti Corvinus Egyetem vette át.
Kiadja a Magyar Közlöny Lap- és Könyvkiadó.

## Célja
Célja, saját megfogalmazása szerint: "A folyóirat célja, hogy hiteles képet adjon a pénzügyi rendszerről, valamint – a legfontosabb pénzügyi összefüggések tükrében – a közszféra és a nemzetgazdaság működésének főbb vonásairól, a felzárkózási, jövőépítési törekvésekről
és a kapcsolódó szakmai vitákról."

## A szerkesztőbizottság tagjai
- Akar László, Asztalos László György, Auth Henrik, Báger Gusztáv, Bod Péter Ákos, Botos Katalin, Chikán Attila, Csapodi Pál (főszerkesztő), Erdei Tamás (társelnök), Fazekas Károly, Gidai Erzsébet, Halm Tamás,Hetényi István, Katona Tamás, Kósa Lajos, Kovács Árpád (elnök), Kupa Mihály, Mészáros Tamás, Nagy Zoltán, Palócz Éva, Parragh László, Roóz József, Schweitzer Iván, Székely Péter, Terták Elemér György, Török Ádám (társelnök), Varga Mihály, Veress József, Voszka Éva.

## A szerkesztőség

### Címe
1052 Budapest, Bécsi u. 5.

### Tagjai
főszerkesztő: Lukács János, a Budapesti Corvinus Egyetem Számviteli és Jogi Intézetének tanszékvezető egyetemi tanára, a Magyar Könyvvizsgálói Kamara egykori elnöke
rovatvezetők: 
Báger Gusztáv, Monetáris Tanács tagja, Magyarország
Deák-Zsótér Boglárka, Budapesti Corvinus Egyetem, Magyarország
Giday András, Nemzeti Közszolgálati Egyetem, Magyarország
Kolozsi Pál Péter, Magyar Nemzeti Bank, Magyarország
Lentner Csaba, Nemzeti Közszolgálati Egyetem, Magyarország
Pulay Gyula Zoltán, Miskolci Egyetem, Magyarország
Sasvári Péter, Nemzeti Közszolgálati Egyetem, Magyarország
Simon József, Eötvös József Főiskola, Magyarország
Korábban: Csapodi Pál (főszerkesztő), Lévai János (felelős szerkesztő), Asztalos László György, Báger Gusztáv, Halm Tamás, Schweitzer Iván, Török Ádám (rovatvezetők), Nagy Ildikó (szerkesztő), Görgényi Pálné (szöveggondozó), Palló Éva (tördelőszerkesztő)